# Route départementale 65 (Hérault)
Pour les articles homonymes, voir Route départementale 65.
La route départementale 65, ou RD65, est une route départementale française reliant Montpellier à Vendargues.
Cette route fait partie du LIEN projet de contournement nord de Montpellier) sur la section de Vendargues.[réf. nécessaire] De faible largeur (1×1 voies) et étant munie de très nombreux ronds-points ainsi que peu d'échangeurs à niveau, elle est souvent le théâtre de bouchons.

## Tracé
Les communes traversées sont :
- Vendargues-intersection avec la RD 613 (km 0)
- Vendargues-tronçon commun avec la RD 610 sur 1500 m (km 2)
- Vendargues-rond-point de la ZI (km 4)
- Le Crès-rond-point du Lac (km 5,5)
- Castelnau-rond-point de Jacou  (km 6)
- Castelnau-rond-point Georges Pompidou  (km 7)
- Castelnau-échangeur de Castelnau-ville  (km 9)
- Clapiers-rond-point de Clapiers-ville  (km 11)
- Clapiers-rond-point de Prades-le-Lez  (km 12)
- Montferrier-sur-Lez-rond-point de Montferrier  (km 13)
- Montpellier-rond-point de la Lyre  (km 15)